# 雪兰莪州旗
雪兰莪州旗是一面代表马来西亚雪兰莪州的正式旗帜，由四个红、黄色方块所组成，左上方绘有星、月图案。

## 象征意义
州旗上的黄色代表王室的颜色，红色代表血肉是雪兰莪的精神和力量，新月及五芒星代表了雪兰莪官方宗教伊斯兰教，白色象征伊斯兰教的纯洁。其中五芒星代表了穆斯林义务秉持的五功，即證信、禮拜、齋戒、天課及朝覲。

## 历史
雪兰莪最初的旗帜是在雪兰莪第四位苏丹——苏丹阿都沙末在位期间（1857年至1898年间）设计及使用，当时正值雪兰莪接受英国委派的参政司主政、并成为马来联邦一员的前后时期。
州旗上的星、月的图案原本为黄色，至1965年才改为现行版本。
- 1784年第一面雪兰莪国旗
- 1859年至1965年的雪兰莪州旗
- 雪兰莪苏丹旗

## 註释
1. ↑  “五功”为逊尼派用语。